# Echte Wespen
Die Echten Wespen (Vespinae) sind eine Unterfamilie der Faltenwespen (Vespidae) mit weltweit 74 Arten. In Mitteleuropa kommen elf Arten der Echten Wespen vor, unter anderem die Deutsche Wespe, die Gemeine Wespe sowie die Hornisse.
Gelegentlich werden die ebenfalls staatenbildenden Feldwespen zu den Echten Wespen gerechnet. Üblicher ist es, die beiden Gruppen als Soziale Faltenwespen oder nach dem bevorzugten Nistmaterial als Papierwespen zusammenzufassen.

## Merkmale
Echte Wespen ähneln in ihrem Körperbau den übrigen Faltenwespen, sind aber im Durchschnitt größer. Wichtiges Unterscheidungsmerkmal zu den Feldwespen und Solitären Faltenwespen ist der Bau des Hinterleibs, der bei Echten Wespen direkt hinter der Einschnürung (der Wespentaille) eine breite Basis, fast so breit wie die Maximalbreite des Hinterleibs, besitzt. Alle mitteleuropäischen Arten zeigen die wespentypische schwarz-gelbe Warnfärbung, bei einigen Arten wie der Hornisse kommen Rot- oder Rotbrauntöne hinzu. Echte Wespen bilden Staaten oder leben sozialparasitisch als sogenannte Kuckuckswespen.

## Verbreitung
Die Echten Wespen sind eine relativ artenarme Gruppe, die ursprünglich nur in Europa, Asien und Nordamerika vorkam. Einzelne Arten wurden aber inzwischen auch nach Südamerika, Australien und Neuseeland verschleppt. Die Gattungen Vespula und Dolichovespula sind dabei auf die gemäßigte Zone und die Subtropen beschränkt. Ihren Verbreitungsschwerpunkt in der subtropischen und gemäßigten Zone Ostasiens hat die Gattung Vespa, die aber mit wenigen Arten in die Westpaläarktis, bis Europa, vordringt. Ganz auf die Tropen Südostasiens beschränkt sind die drei nachtaktiven, einheitlich gelb-braun gefärbten Arten der Gattung Provespa.

## Mitteleuropäische Arten
Gattung Vespa (Hornissen)
- Hornisse (Vespa crabro)

Gattung Dolichovespula (Langkopfwespen)
- Mittlere Wespe (Dolichovespula media)
- Waldwespe (Dolichovespula sylvestris)
- Waldkuckuckswespe (Dolichovespula omissa), Sozialparasit bei der Waldwespe
- Sächsische Wespe (Dolichovespula saxonica)
- Norwegische Wespe (Dolichovespula norwegica)
- Falsche Kuckuckswespe (Dolichovespula adulterina), Sozialparasit bei der Sächsischen und der Norwegischen Wespe

Gattung Vespula (Kurzkopfwespen)
- Rote Wespe (Vespula rufa)
- Österreichische Kuckuckswespe (Vespula austriaca), Sozialparasit bei der Roten Wespe
- Gemeine Wespe (Vespula vulgaris)
- Deutsche Wespe (Vespula germanica)

## Systematik
Die Aufteilung der ursprünglichen Gattung Vespula Thomson 1869 in die neuen Gattungen Vespula und Paravespula durch Paul Blüthgen wird heute meist abgelehnt. Paravespula wird nur noch als Untergattung (subgenus) von Vespula betrachtet und ist als Gattungsname nicht mehr gültig.
Die Verwandtschaft zwischen den Gattungen anhand genetischer Merkmale zeigt das folgende Kladogramm:
|  | Vespa                                                      |
|  |                                                            |
|  | \| \| Vespula \| \| \| \| \| \| Dolichovespula \| \| \| \| |
|  |                                                            |
|  | Vespula                                                    |
|  |                                                            |
|  | Dolichovespula                                             |
|  |                                                            |

|  | Vespula        |
|  |                |
|  | Dolichovespula |
|  |                |

|  | Vespa                                                      |
|  |                                                            |
|  | \| \| Vespula \| \| \| \| \| \| Dolichovespula \| \| \| \| |
|  |                                                            |
|  | Vespula                                                    |
|  |                                                            |
|  | Dolichovespula                                             |
|  |                                                            |

|  | Vespula        |
|  |                |
|  | Dolichovespula |
|  |                |

Die Gattungen Vespula und Dolichovespula (Kurz- und Langkopfwespen) sind demnach Schwestergruppen, wobei die Monophylie der Gattungen in der Gesamtanalyse gestützt, aber deren gemeinsame Klade nicht in allen Einzelanalysen bestätigt wird. Die Gattung Vespula umfasst dabei 26 Arten, gegenüber 23 Dolichovespula-Arten.

## Ernährung

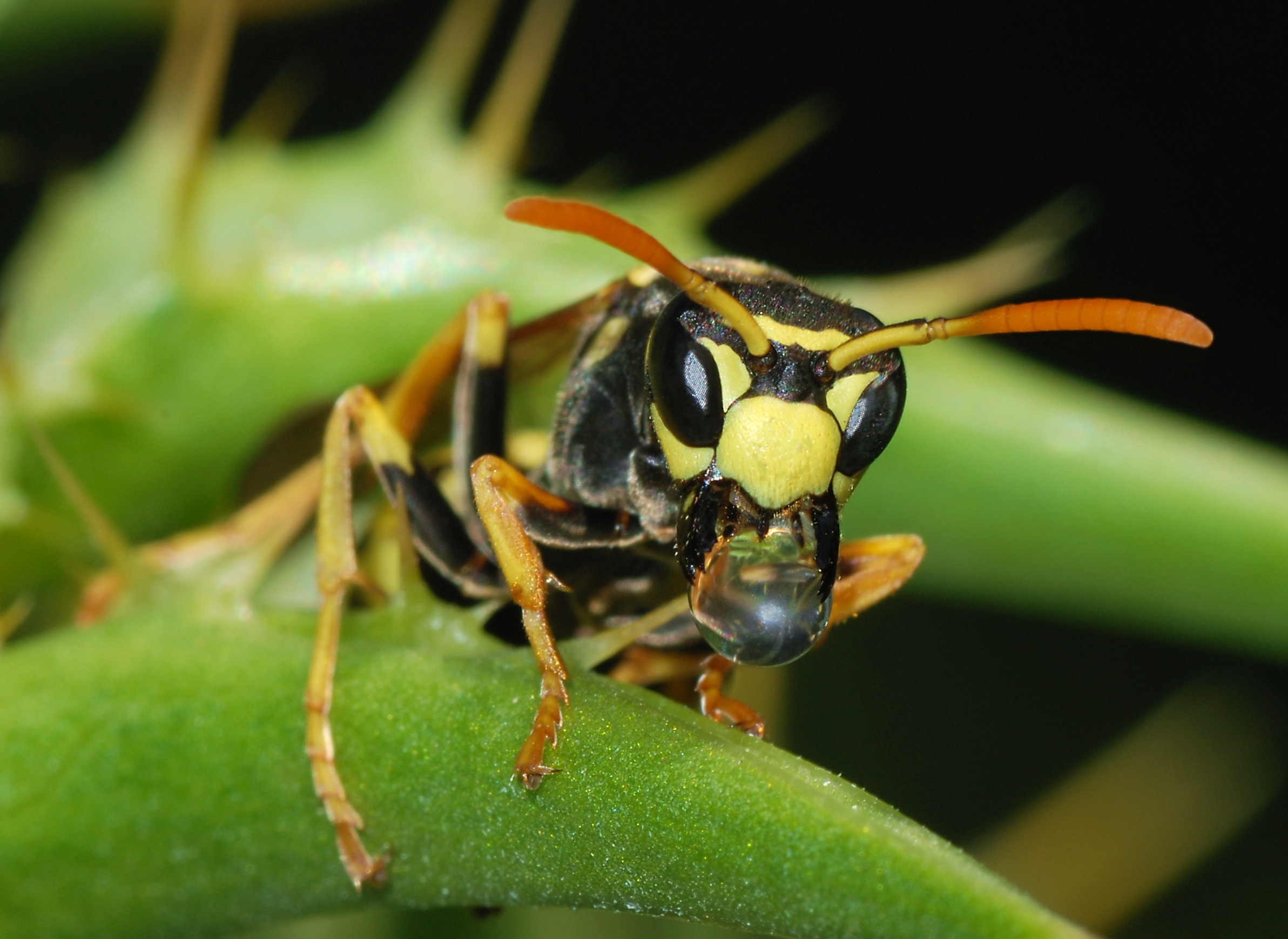
Gallische Feldwespe. Der sonst in Ruhestellung verborgene Teil der Mundwerkzeuge ist hier durch einen zwischen den gespreizten Mandibeln gehaltenen Flüssigkeitstropfen sichtbar.

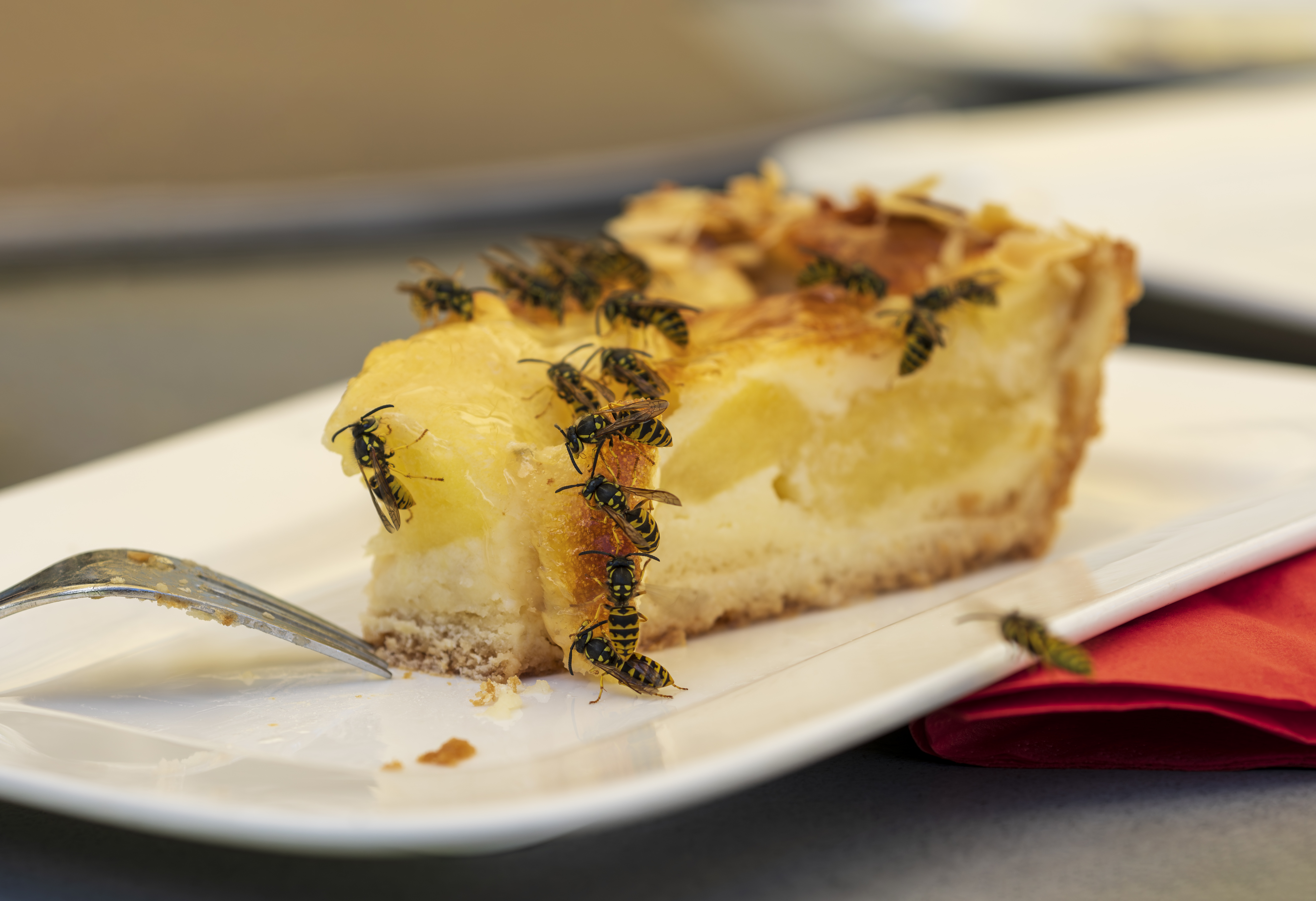
Schwäbischer Apfelkuchen mit Wespen

Die Mundwerkzeuge der Echten Wespen (und der nahe verwandten, in dieser Hinsicht nicht unterscheidbaren Feldwespen) sind morphologisch relativ unspezialisiert. Sie bestehen im Grundbauplan aus relativ kurzen und kräftigen, vierspitzigen Mandibeln und einem Labiomaxillarkomplex (aus den verwachsenen und als Einheit wirkenden Labium und Maxillen), bei dem die gelappten Glossae und Paraglossae relativ kurz und breit sind. In Ruhestellung ist der Labiomaxillarkomplex eingeklappt und hinter den Mandibeln verborgen. Die kauend-beißenden Mandibeln dienen dem Erwerb von Insektenbeute zum Verfüttern an die Larven, wozu diese zusätzlich zerteilt und zerkaut wird. Echte Wespen erbeuten ihre Beute in erster Linie mitmilfe der Mandibeln, der Giftstachel wird dazu nur ausnahmsweise eingesetzt. Außerdem dienen die Mandibeln weiteren Zwecken, zum Beispiel dem Abnagen von Holzfasern zum Bau des Papiernests. Die Glossae und Paraglossae dienen als leckende Mundwerkzeuge. Mit ihnen wird kohlenhydratreiche, flüssige oder verflüssigte Nahrung, zum Beispiel Nektar, aufgeleckt. Auch beim Zerkauen von Beute austretende Körperflüssigkeit wird damit aufgeleckt. Zudem dienen sie dem Austausch von Nahrung beim gegenseitigen Füttern von Larven und Adulti oder der adulten Wespen untereinander (genannt Trophallaxis). Auf diese Weise können die Larven als Nahrungsspeicher der Kolonie dienen, um nahrungsarme Zeiten zu überbrücken.
Adulte Echte Wespen fressen überwiegend Nektar, Pollen, Steinfrüchte, Pflanzensäfte, tierische Stoffe und Insekten. Die Larven werden mit Fleisch von toten oder erbeuteten Tieren gefüttert, wobei die Nahrungsquellen hier sehr vielfältig sind.
Zwei Arten der Wespen, die Deutsche Wespe und die Gemeine Wespe, nutzen auch gerne von Menschen freiwillig oder unfreiwillig angebotene Nahrungsquellen. Während im Frühsommer hauptsächlich Wurst, Fleisch oder Eier angenommen werden, um die proteinhaltige Nahrung an die Larven weiter zu verfüttern, fressen die Arbeiterinnen im späten Sommer gerne Fruchtsaft, Eis oder Kuchen, um sich selbst zu ernähren.

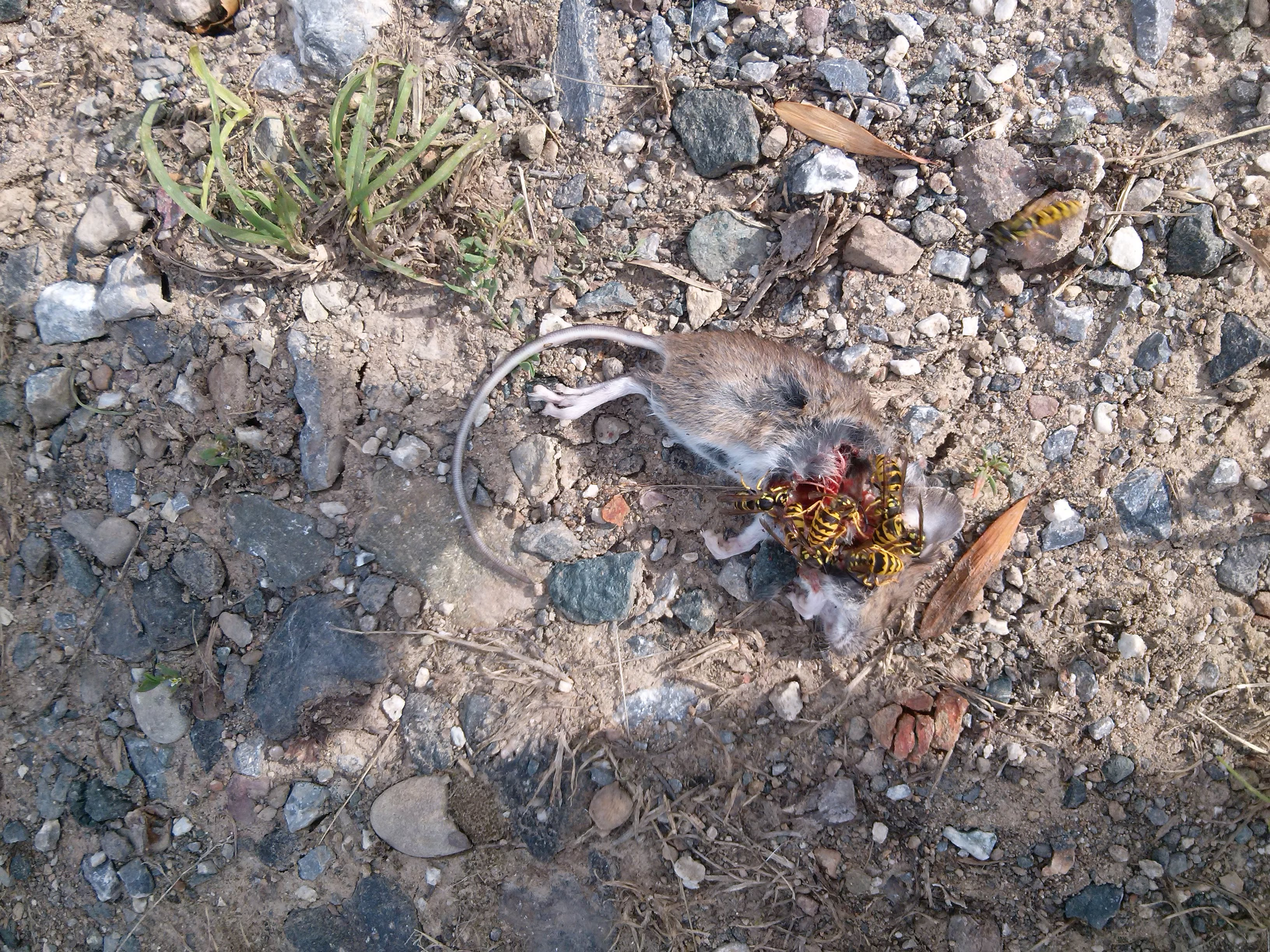
Wespen zerlegen eine Maus
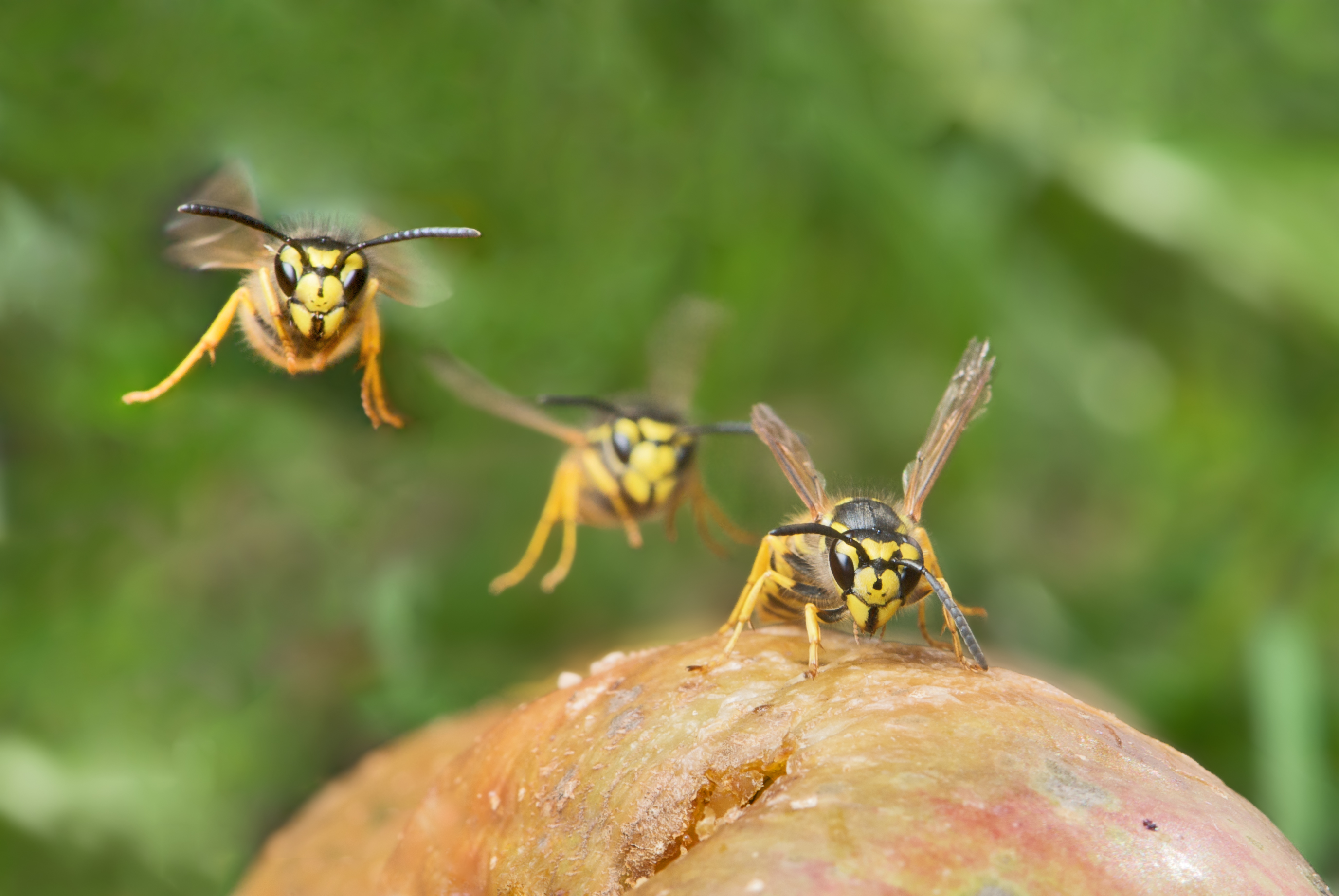
Im Spätsommer stellt Fallobst die wichtigste Kohlenhydratquelle der Arbeiterinnen dar
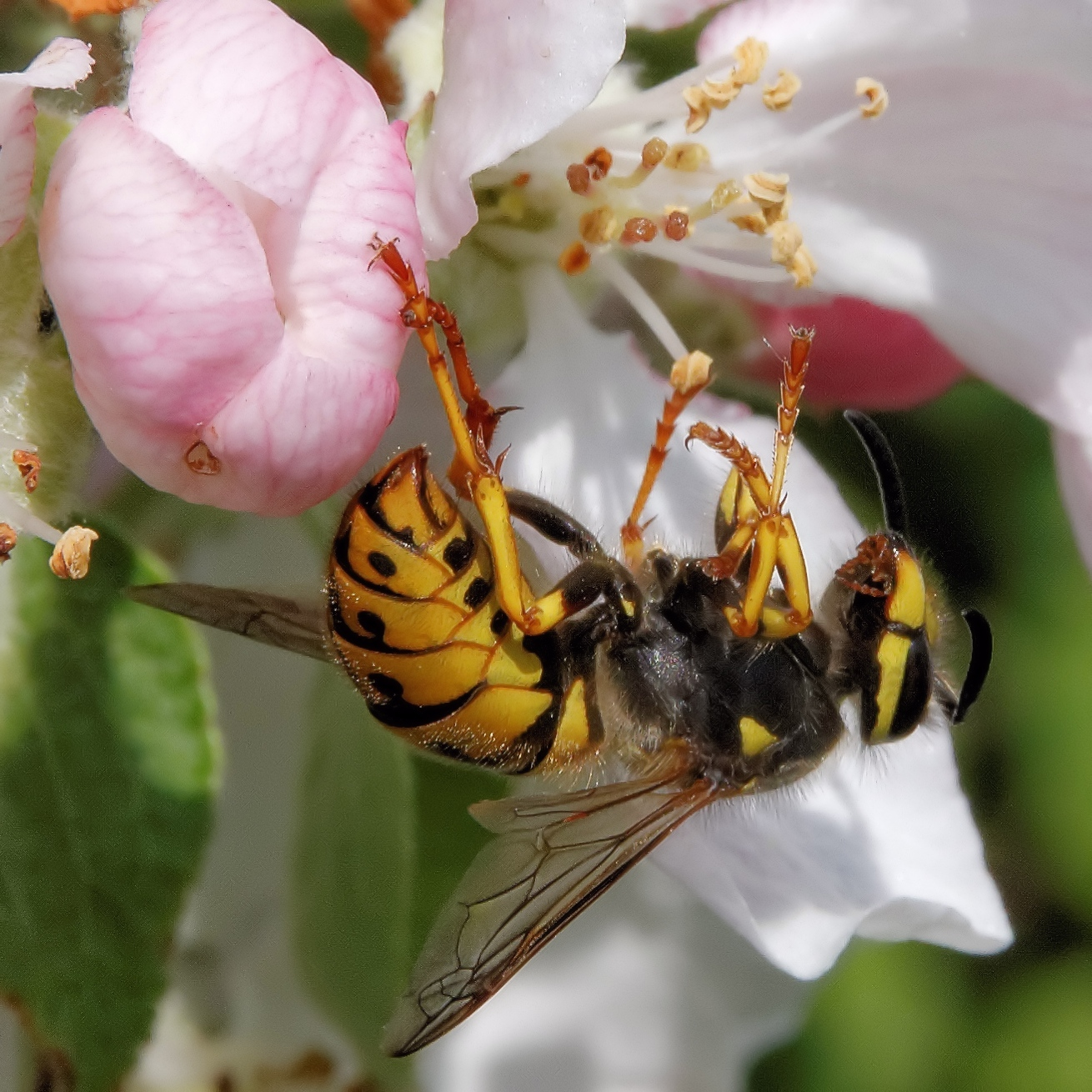
Blütenbesuch einer Arbeiterin zur Nahrungsaufnahme
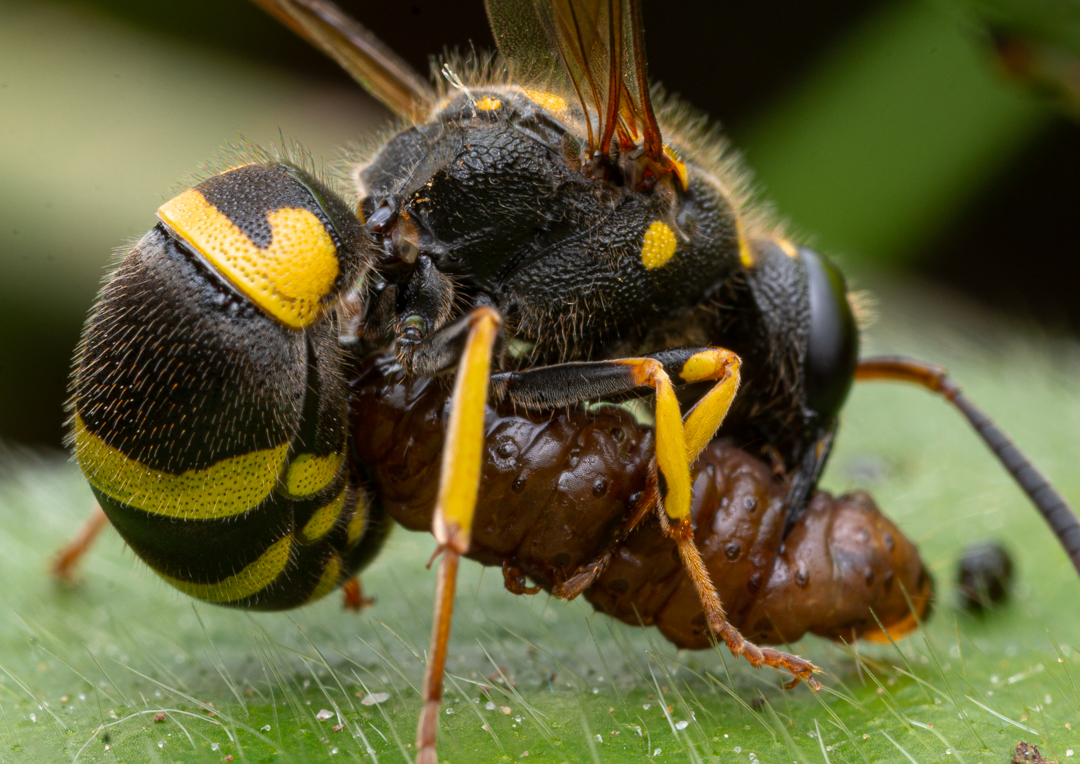
Eine Wespe beim Zerlegen eines Stücks Fleisch
- Eine Wespe sticht eine gefangene Raupe

## Der Wespenstaat

### Nestbau

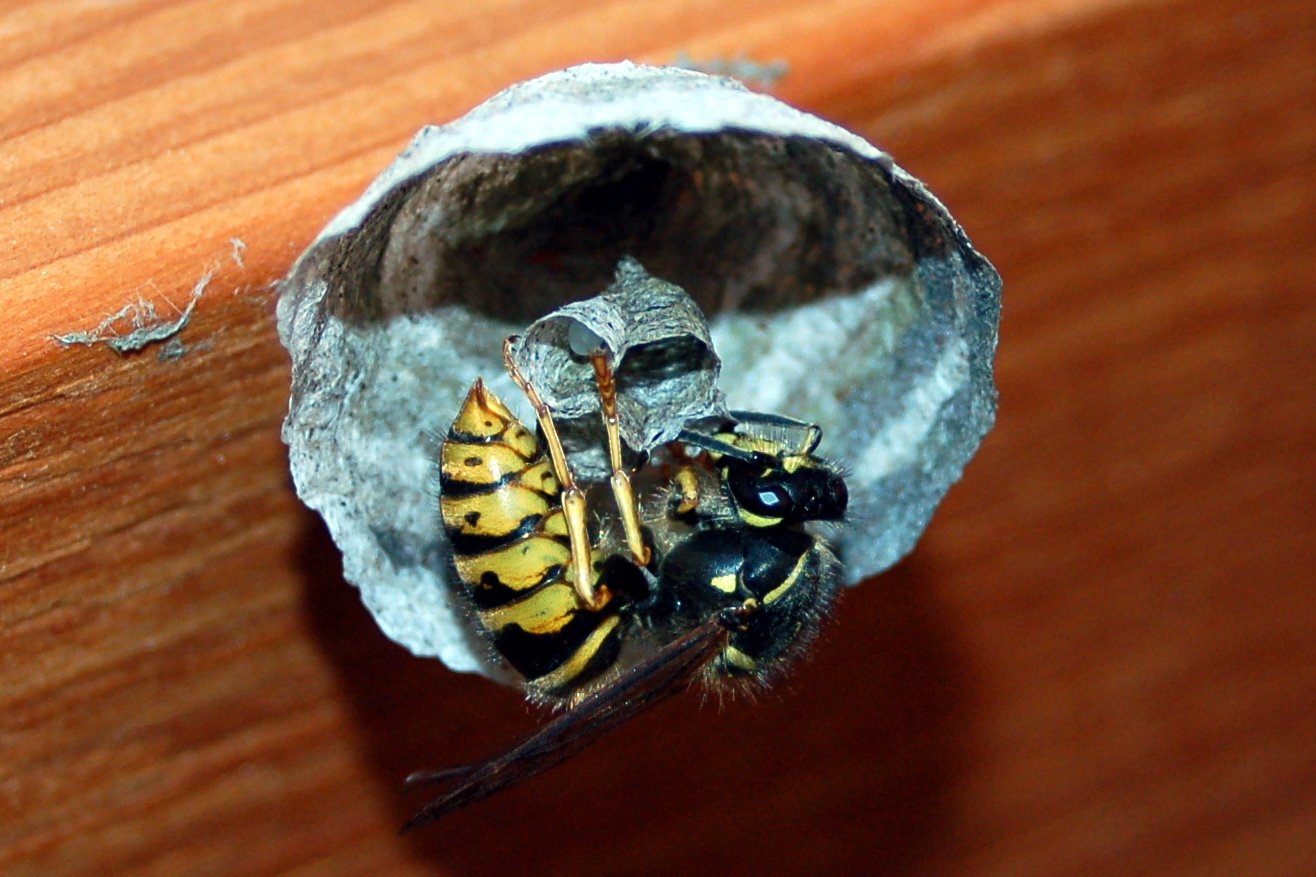
Wespenkönigin an neuem Nest, mit wenigen Zellen und schildförmigem Ansatz der Nesthülle

Wespennester bestehen aus einer papierartigen Masse. Ausgangsmaterial für den Nestbau ist morsches, trockenes Holz, das zu Kügelchen zerkaut wird. Die Nester sind bei der europäischen Hornisse nach unten hin geöffnet, bei den übrigen Wespenarten ist die Außenhülle bis auf ein Einflugloch geschlossen. Die Nester haben anfangs fünf bis zehn Zellen in meist etwas abgerundeter Wabenform. In diesem Stadium werden die Nester von der Königin allein betreut und sind den Nestern der Feldwespen sehr ähnlich. Sie unterscheiden sich aber durch den Ansatz der Nesthülle, die von Anfang an mit angelegt und anfangs nicht geschlossen wird. Später bestehen die Nester aus mehreren, übereinander angeordneten Wabenetagen, die stets waagrecht ausgerichtet und nach unten geöffnet sind, mit einer isolierenden, mehrschichtigen Außenhülle. Größtenteils verhüllt die Außenhülle die Waben, die dann nur bei Zerstörung der Hülle sichtbar werden.
Beim Nestwachstum bauen die Tiere die Hülle ab, wenn unten neue Waben angefügt werden, und schließen sie sofort wieder.
Je nach Art kann man unterscheiden: „Dunkelhöhlennister“ (Rote Wespe, Deutsche Wespe und Gemeine Wespe) und solche Wespenarten, die ihre Nester frei in Hecken, in Bäumen oder auf Dachböden aufhängen. Die Nester sind im Endausbau je nach der erreichbaren Volksstärke unterschiedlich groß. So erreichen in Mitteleuropa nur die beiden Arten Deutsche Wespe und Gemeine Wespe Volksstärken von bis zu 7000 Tieren. Die anderen sechs staatenbildenden Arten kommen dagegen nur auf einige hundert Nestinsassen. Die beiden Gruppen sind leicht am Nestbau zu unterscheiden. Die Nester der Dunkelhöhlennister besitzen eine Außenhülle mit halbkreisförmigen isolierenden Lufttaschen, bei Aufsicht ergibt sich ein Schuppenmuster. Die anderen Arten bauen röhrenförmige Lufttaschen in die Nesthülle, die dadurch quergestreift aussieht. Die Nester der Dunkelhöhlennister können gelegentlich in größeren Hohlräumen wie Dachböden frei hängen. Sie sitzen dann aber immer breit mit einer oder mehreren Seiten an der Unterlage an. Die Nester der übrigen Arten sitzen frei hängend an einem Stielchen.
Eine Unterscheidung der Nester ist auch aufgrund des verwendeten Baumaterials möglich. Alle Echten Wespen bauen Papiernester aus Holzfasern. Die Hornisse und die Gemeine Wespe verwenden dabei morsches, verfallenes Holz (von verrottenden Baumstämmen und Ästen). Ihr Nest ist hell-beigefarben. Alle anderen Arten verwenden oberflächlich verwittertes Holz (Totholz an Bäumen sowie Holz von Weidepfählen oder Holzzäunen im menschlichen Siedlungsbereich). Diese Nester sind von grauer Farbe.

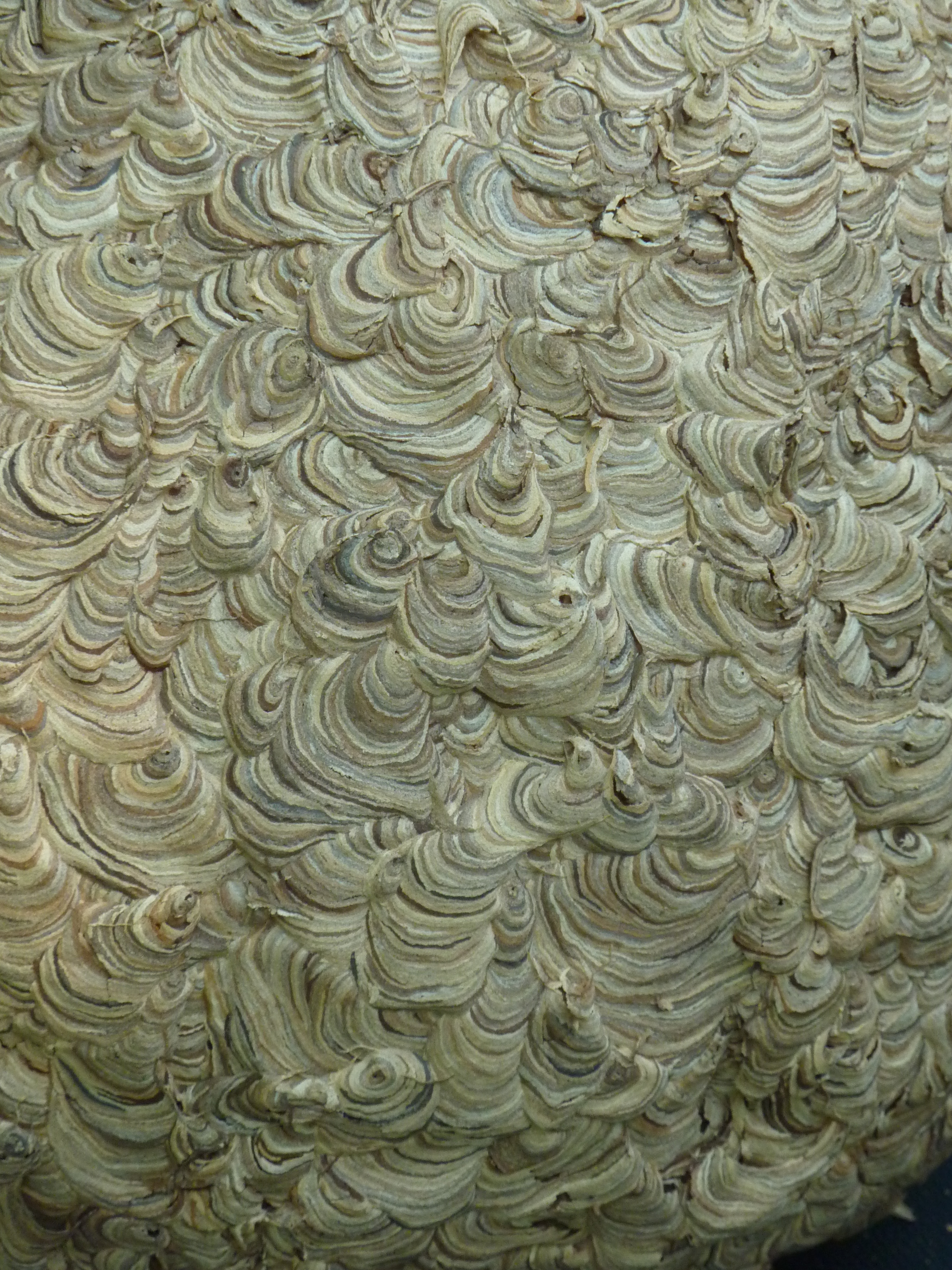
Papierähnliche geschuppte Oberfläche eines Wespennests
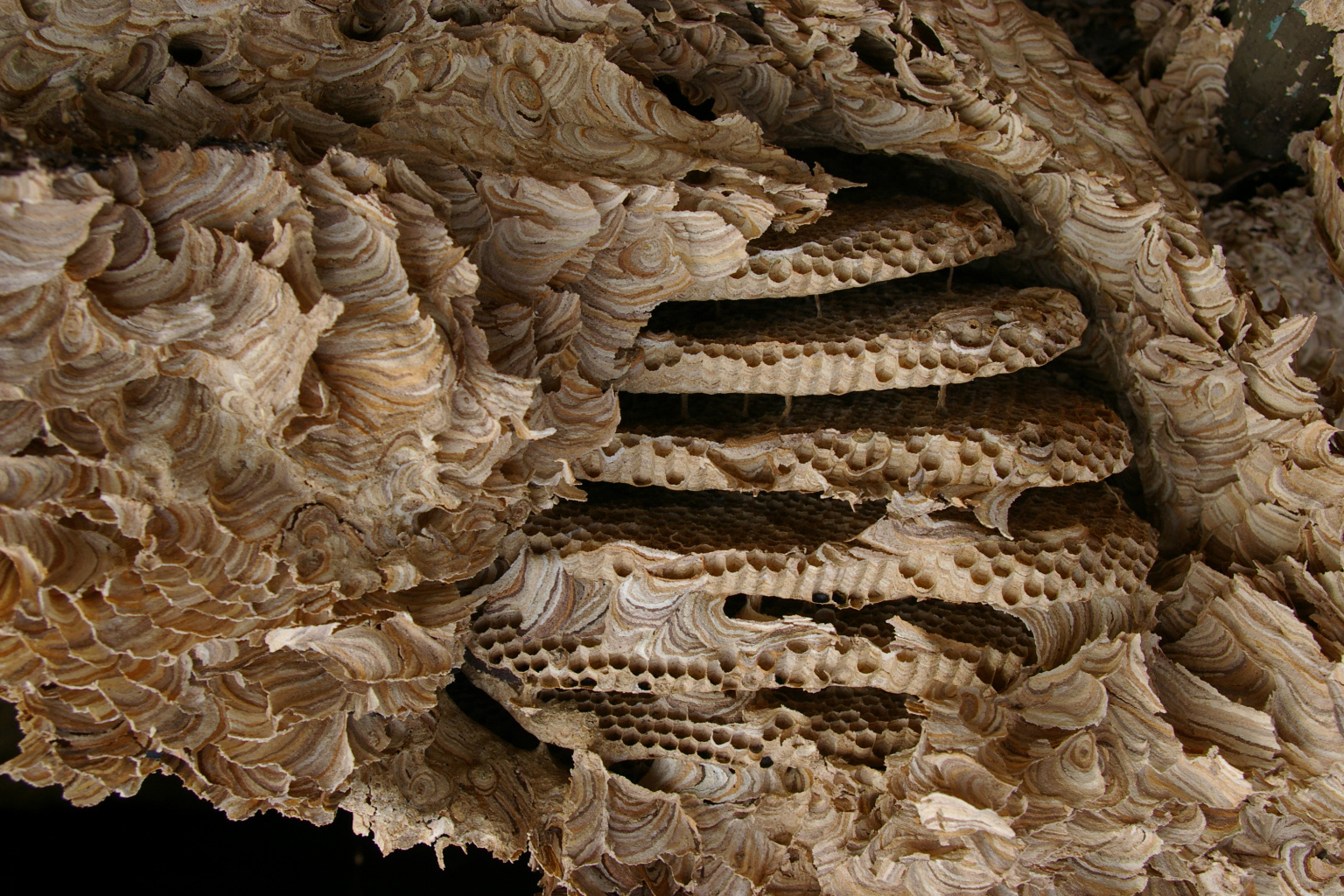
Wespennest der Gemeinen Wespe mit mehreren Etagen
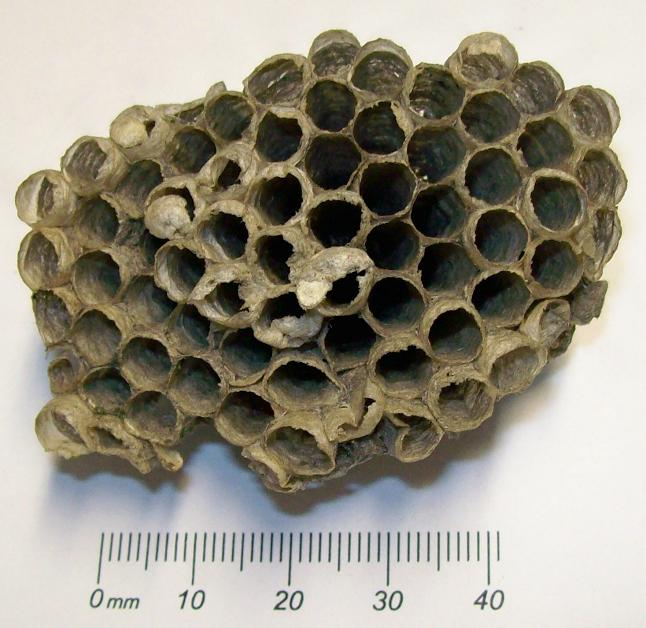
Wabe eines Langkopfwespennestes
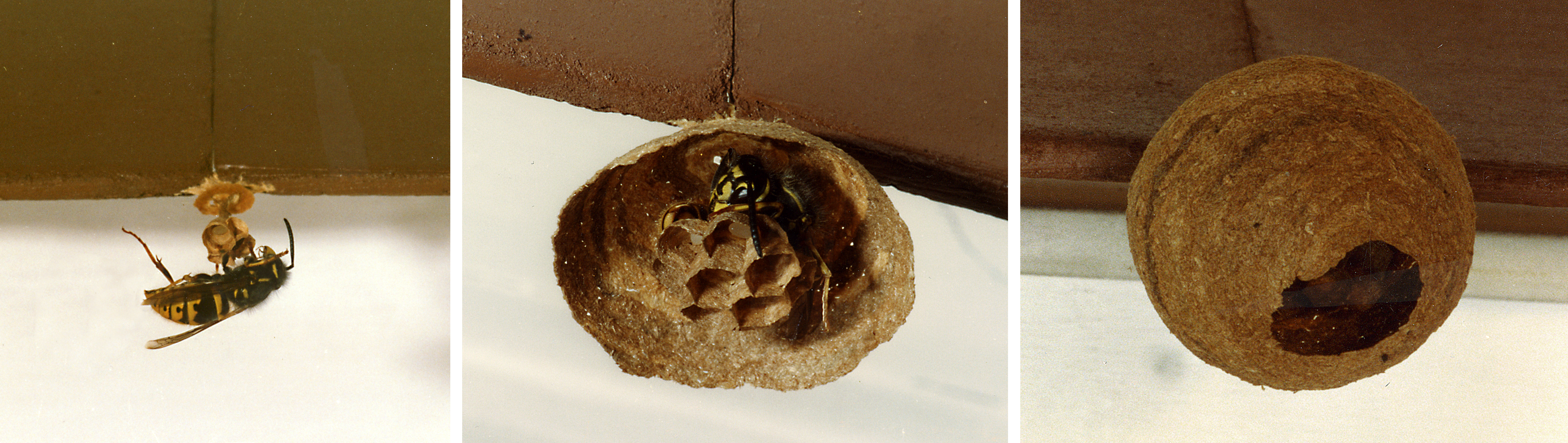
Gemeine Wespe (Vespula vulgaris) beim Nestbau

### Gründung des Staates

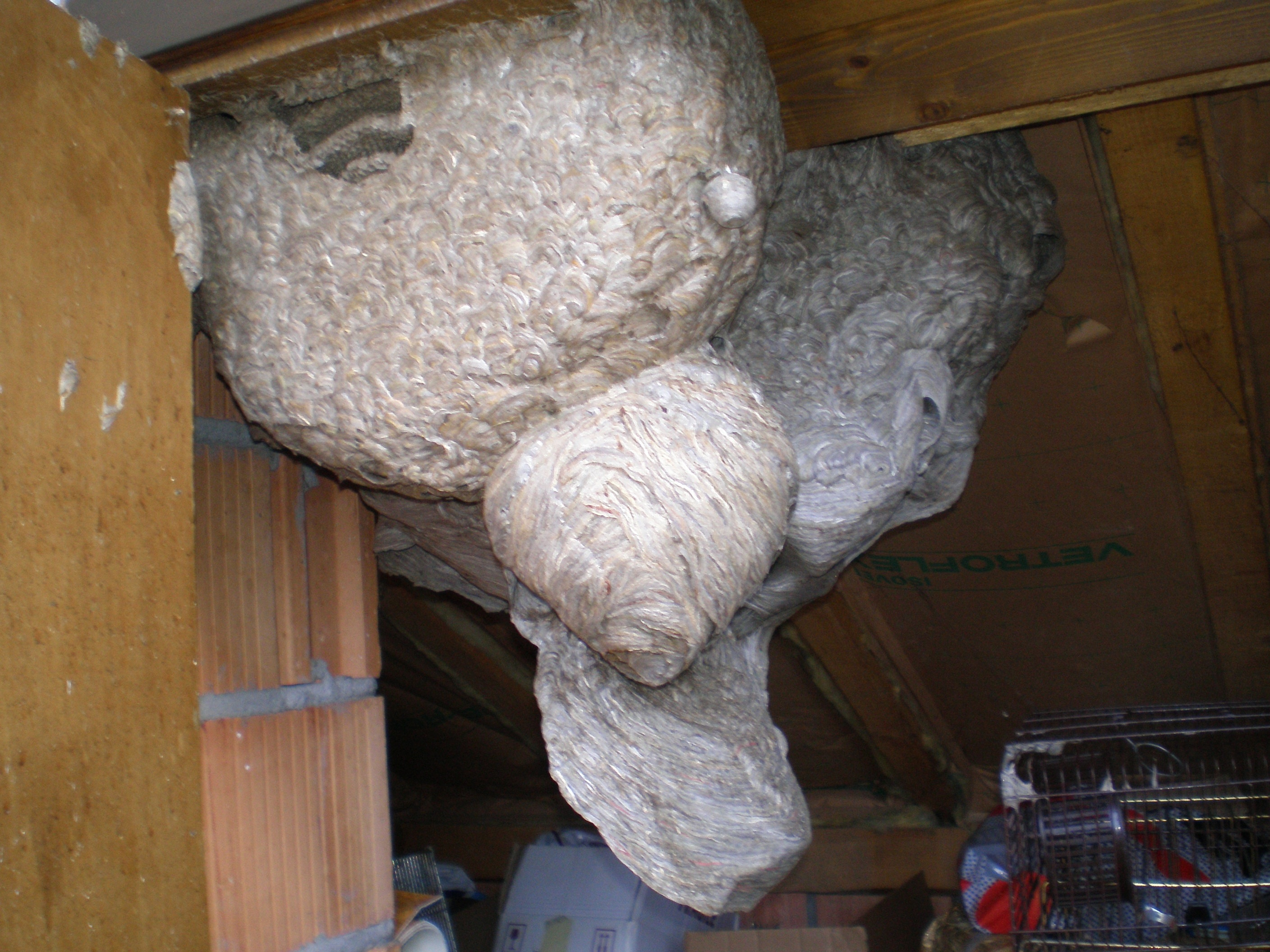
Mehrere aneinandergebaute Nester der Gemeinen Wespe aus verschiedenen Jahren auf einem Dachboden

Echte Wespen sind stets staatenbildend, wobei einzelne Arten auch zu einer sozialparasitischen Lebensweise übergegangen sind. Sie bilden einjährige Nester. Die junge Königin, die einen solchen Staat gründet, legt im Frühjahr jeweils ein Ei in die ersten Zellen des von ihr gebauten neuen Nests. Die Eier befruchtet sie kurz vor der Eiablage mit Spermien aus einer Samentasche, in der sie einen Spermienvorrat aus dem letzten Herbst mit sich trägt. Die sich anschließend entwickelnden Larven füttert sie mit einem Brei aus zerkauten Insekten. Nach der Fütterung geben die Larven einen zuckerhaltigen Tropfen ab, der wiederum zur Ernährung der Königin dient und für die Larven die einzige Möglichkeit darstellt, Flüssigkeit abzugeben. Erst kurz vor der Verpuppung geben die Larven Kot ab. So wird verhindert, dass es im Nest durch Verschmutzung mit Ausscheidungen zu Fäulnis kommt. Durch die von der Königin verströmten Pheromone entwickeln sich aus den Larven keine neuen befruchtungsfähigen Weibchen, sondern unfruchtbare Arbeiterinnen. Die zuerst geschlüpften Arbeiterinnen übernehmen anschließend alle weiteren Arbeiten mit Ausnahme des Eierlegens. Von diesem Zeitpunkt an fliegt die Königin immer weniger aus, bis sie das Nest überhaupt nicht mehr verlässt und sich nur noch der Eiablage widmet.

### Organisation des Wespenstaates
Der Wespenstaat ist arbeitsteilig organisiert, die Individuen sind entweder mit dem Nestbau, der Zellensäuberung, der Larvenfütterung, der Versorgung der Königin oder der Nahrungsbeschaffung beschäftigt. Die Brutpflege ist so intensiv wie bei den Bienen. Anders als bei diesen gibt es bei den Wespen keinen Schwänzeltanz zur Kommunikation hinsichtlich der Entfernung und Richtung einer möglichen Futterquelle.
Durch die verbesserte Versorgung der Larven, in der Regel in besonderen, größeren Brutzellen, entwickeln sich aus einigen Larven im Spätsommer oder Herbst fruchtbare Weibchen, die Königinnen der nächsten Generation. Aus gleichzeitig oder kurz vorher abgelegten unbefruchteten Eiern entwickeln sich die befruchtungsfähigen Männchen (Drohnen), die nach erfolgter Paarung sterben. Die Männchen verlassen das Nest und paaren sich mit einer jungen Königin aus einem benachbarten Volk, eine Verhaltensweise, welche der genetischen Verarmung durch Inzucht entgegenwirkt.

### Untergang und Neuanfang
Die alte Königin stirbt im Herbst und ihr Wespenstaat löst sich anschließend auf. Bei Kälteeinbruch sterben auch die letzten heimatlos gewordenen Arbeiterinnen des alten Staates. Allein die begatteten Jungköniginnen zeigen eine abweichende Verhaltensweise und suchen sich ein gegen Kälte geschütztes Versteck. In geeignetem Mikroklima wie morschem Holz, in Hohlräumen, unter Rinden oder Moos überstehen sie dann den Winter schlafend in einer Winterstarre, die Diapause genannt wird. Im nächsten Frühjahr gründet die Jungkönigin dann einen neuen Staat, indem sie mit dem Nestbau an geeigneter Stelle beginnt. Alte Nester werden dabei nicht wieder besiedelt.

## Sozialparasitismus
Unter den einheimischen Arten gibt es drei Sozialparasiten, die Kuckuckswespen. Die Weibchen dieser Arten dringen in die Nester einer verwandten Art ein, töten die Stammmutter und nehmen deren Stelle ein. Gesteuert durch Pheromone werden die Arbeiterinnen veranlasst, die Nachkommen der Kuckuckswespe aufzuziehen. Am Ende des Sommers besteht das Volk dann nur noch aus Weibchen und Männchen der Kuckuckswespenart. Die Kaste der Arbeiterin gibt es dabei nicht. Die Kuckuckswespenarten sind sehr gut angepasst und können optisch nur sehr schwer von ihren Wirten unterschieden werden, da es nur geringe Abweichungen der Stirnschildzeichnung gibt.

## Angriff und Verteidigung

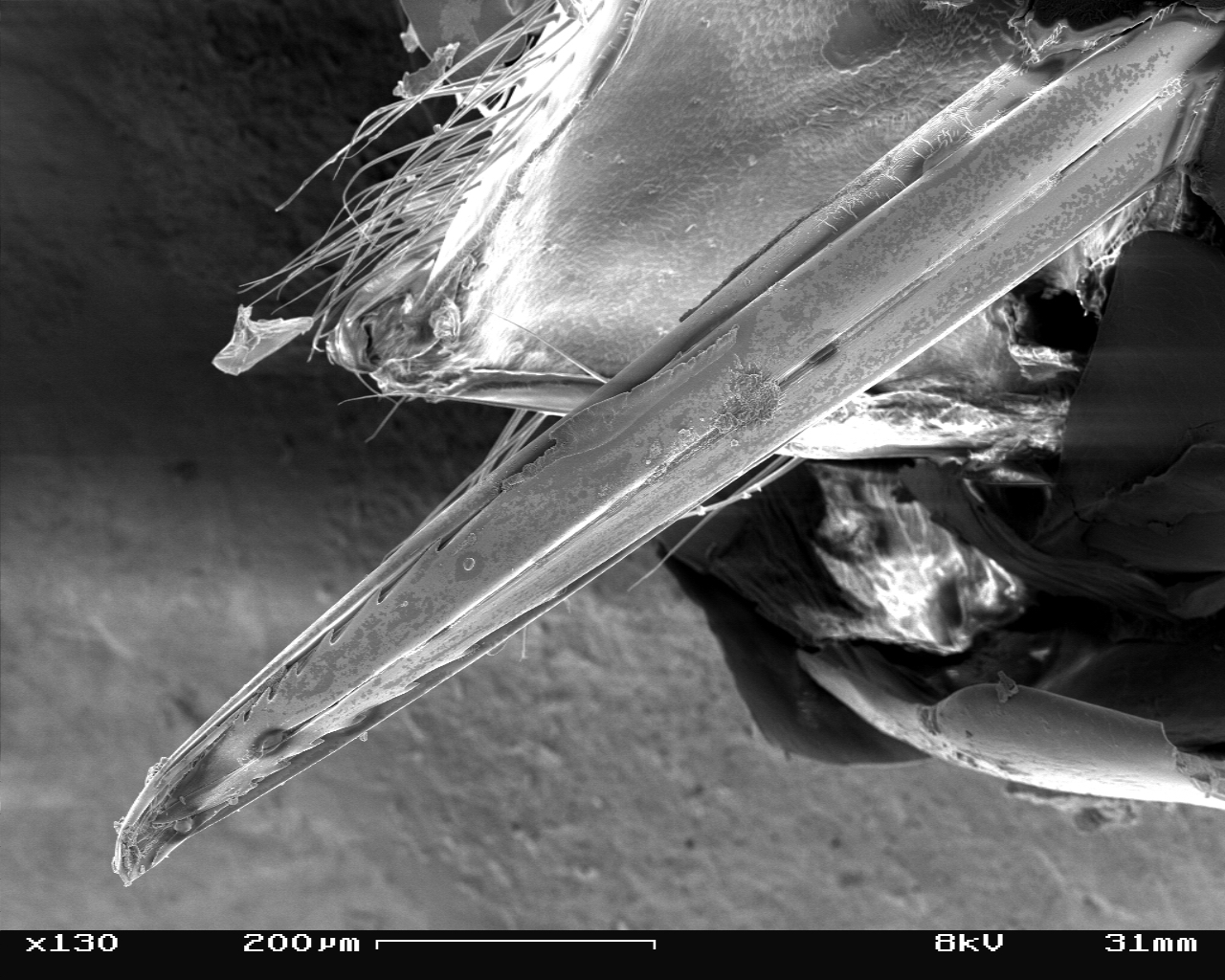
Stachel der Deutschen Wespe

Zur Überwältigung und Lähmung einer möglichen Insektenbeute oder zur Abwehr eines Störenfriedes oder Angreifers benutzen die Wespen ihren Stachel. Im Gegensatz zu den Bienen können sie aufgrund anatomischer Unterschiede des Stachelapparates beliebig oft zustechen und dabei ihr Gift einspritzen. Der Stichreflex ist selbst bei zerteilten oder gerade verendeten Tieren noch vorhanden.

### Bau des Stachelapparats und Wespenstich
Der Stachel der Echten Wespen ist, wie bei allen wehrstacheltragenden Hautflüglern, aus einem umgewandelten Eiablageapparat (Ovipositor) mit drei Paar Valven (Gonapophysen) hervorgegangen. Der Stachel liegt in Ruhelage in einer Stachelkammer im Hinterleib verborgen. Nur seine Spitze wird beim Stechakt hervorgestreckt aus der Öffnung des Hinterleibs zwischen dem kleinen achten Tergit und dem Sternit des siebten Hinterleibssegments, wobei das (meist stärker beborstete) achte Tergit fast ganz vom viel größeren siebten Tergit verdeckt wird. Der eigentliche Stachel besteht aus drei Elementen. Zwei auf der Unterseite gefurchte Stechborsten laufen in schienenartigen Leisten einer mittigen ventralen Stachelrinne, ihre drei spitzen Enden bilden zusammen die Stachelspitze. Die Stechborsten sind miteinander verfalzt und gegeneinander und gegenüber der Stachelrinne frei verschiebbar. Am basalen Ende (zum Vorderkörper hin) sind die Stechborsten jeweils nach außen gebogen und auf jeder Seite mit einer kleinen, dreieckigen Platte verbunden. Diese ist gelenkig mit je einer zentralen, oblongen Platte verbunden, die sich zur Spitze hin zur Stachelscheide verjüngen, an ihrer Basis sitzen die beiden in einen Bulbus erweiterten Arme der Basis der Stachelrinne an. Ein weiteres Gelenk verbindet die dreieckigen Platten mit darüber liegenden, quadratischen Platten (umgebildet aus dem Tergit des neunten Segments). Die verfalzten Stechborsten umschließen im Inneren einen Giftkanal, der mit dem großen, frei im Hinterleib liegenden Reservoir der Giftdrüsen verbunden ist.
Beim Stechen hält sich die Wespe mit ihren Beinen fest und biegt den Hinterleib auf ihr Opfer zu. Der Hinterleib ist sehr beweglich (beweglicher als bei Honigbienen), so dass sie auch seitwärts oder nach oben zustechen kann. Mit einer kräftigen Bewegung stemmt sie die Stachelspitze in die Haut. Dann wird durch kräftige Muskelzüge die quadratische Platte im Hinterleib nach vorn gezogen, wodurch die mit ihr verbundene Stechborste, in der Schiene der Stachelrinne geführt, nach außen vorgeschoben wird. Durch alternierende (abwechselnde) Bewegung beider Stechborsten werden diese so nach und nach tiefer in die Haut vorgeschoben, ihre Spitzenabschnitte können sich durch sägezahnartige Kanten regelrecht in die Haut einsägen, wobei deren Zähne den Stachel außerdem gegen Herausziehen an Hautfasern verankern. Die Stachelscheiden, die den Stachel in Ruhelage beiderseits einhüllen, weichen dabei seitwärts aus. Die im Wesentlichen aus Chitosan (deacetyliertem Chitin) bestehenden Stechborsten sind stabil, aber recht flexibel; ein einfaches Eindrücken des gesamten Stachels in die Haut ohne die Bewegung der Stechborsten gelingt daher nicht.
Im Gegensatz zum Stachel der Honigbiene ist ein Wespenstachel merklich gebogen und wird in einer gekurvten Bahn in die Haut eingeführt. Durch die im Vergleich zum Bienenstachel merklich kleineren, seitlich nicht vorstehenden Widerhaken kann der Stachel effektiver als bei dieser wieder zurückgezogen werden; Wespen können daher auch mehrfach zustechen.
Die Giftdrüsen der Echten Wespen sind paarige Schläuche von 4 bis 6 Millimeter Länge, die in ein sackförmiges Reservoir münden. Dessen Wand enthält Muskellagen, durch deren Aktion das Gift ausgepresst wird. Er enthält etwa 2 Milligramm Gift. Das Gift enthält hormonell wirkende Substanzen (Acetylcholin, Histamin, Dopamin, Noradrenalin), Kinine und verschiedene Enzyme wie Cholinesterasen, Histidindecarboxylase, Phospholipasen, Hyaluronidase, diverse Proteasen und andere. Die Giftwirkung wird auf die gewebeschädigende Wirkung zurückgeführt. Das Gift bewirkt meist eine lokale Reaktion mit Rötung bis etwa 10 Zentimeter Durchmesser und Schwellung, die bereits innerhalb eines Tages deutlich abklingen. Bei Allergikern (vgl. Artikel Insektengiftallergie) kommt es zu einer anaphylaktischen Reaktion. Sie tritt bei etwa 1,2 bis 3,5 Prozent der erwachsenen Bevölkerung auf und gehört damit zu den häufigsten Auslösern schwerer Anaphylexien. Die systemischen Reaktionen reichen von Juckreiz über mild bis mäßig ausgeprägte respiratorische, kardiovaskuläre oder gastrointestinale Beschwerden bis hin zu einem anaphylaktischen Schock. In Deutschland werden vom Statistischen Bundesamt jährlich etwa 20 Todesfälle durch Kontakt mit Bienen, Wespen oder Hornissen zusammengenommen erfasst. Bei etwa 30 bis 50 Prozent aller Patienten findet sich Doppelsensibilisierung gegenüber Bienen- und Wespengift. Die Gifte der verschiedenen Wespenarten sind untereinander ähnlich, bei 70 bis 90 Prozent der Wespengiftallergiker-Seren tritt eine polyvalente Reaktivität mit allen Vespinae-Giften auf.

## Natürliche Feinde

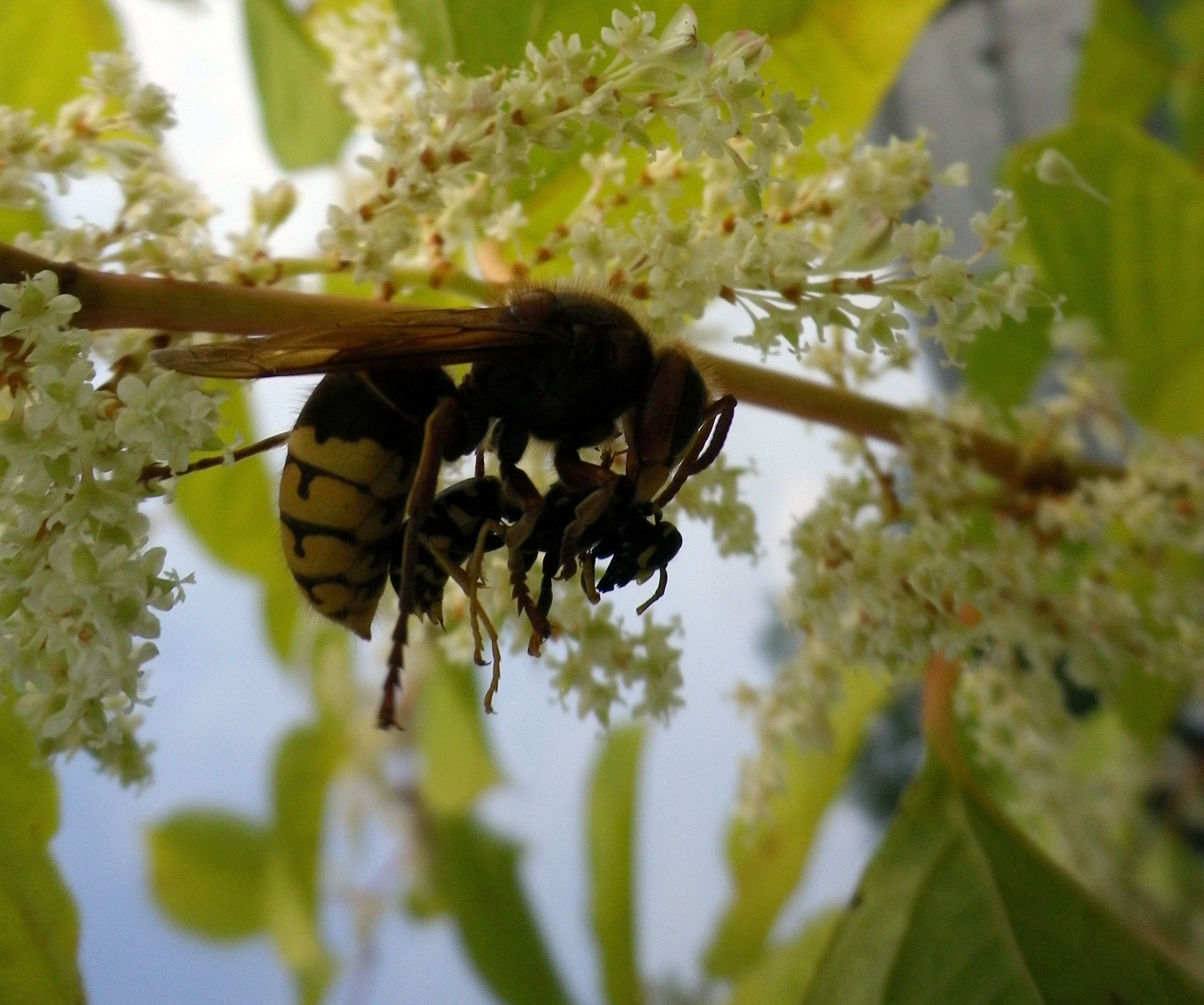
Hornisse mit erbeuteter Wespe

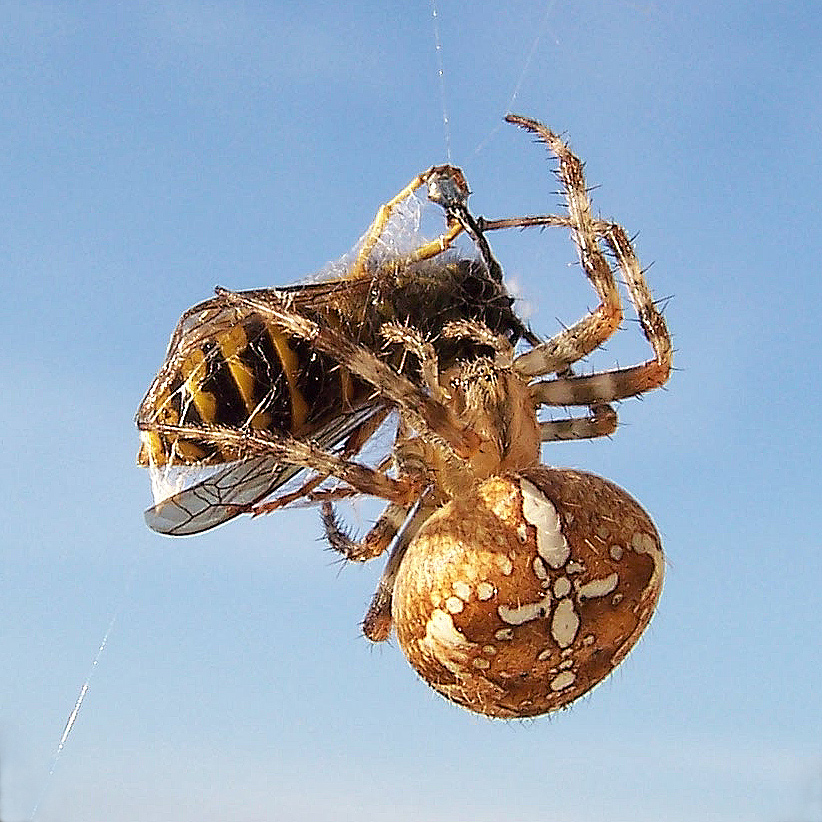
Wespe im Netz einer Gartenkreuzspinne

Ein natürlicher Feind der Echten Wespen ist in Europa der Wespenbussard. Er gräbt die Nester mit den Füßen auf, bricht die Waben heraus und verfüttert die Larven und Puppen darin an seine Jungen. Vor Stichen schützt er sich vor allem mit dem sehr dichten und steifen Gefieder. Aber auch andere insektenfressende Vogelarten fressen Wespen, etwa der Neuntöter. Weitere natürliche Feinde von Echten Wespen sind unter anderem Gartenkreuzspinnen, Hornissen, Libellen sowie Schlupfwespen, die ihre Eier in die Larvenkammern der Wespen ablegen und deren Larven dann als Parasitoide die Wespenlarve töten. Die Raubfliege Pogonosoma maroccanum fängt mit Vorliebe Wespen im Flug, um sie danach auszusaugen.

## Wespen und Menschen
Für den schlechten Ruf, in dem Wespen stehen, sind ausschließlich die Deutsche Wespe und die Gemeine Wespe verantwortlich. Diese beiden Arten bilden die größten Völker (mehrere tausend Arbeiterinnen) und sind die einzigen, die Menschen gegenüber zudringlich werden und sich auch über menschliche Nahrung hermachen (Zwetschgenkuchenwespen). Dies ist besonders dann der Fall, wenn sich die Nester im Spätsommer auflösen und die noch lebenden Arbeiterinnen auf Nahrungssuche einzeln durch die Gegend streunen.
Bei einem Stich werden Alarmpheromone freigesetzt, die weitere Tiere anlocken und zum Stich animieren. Das Gift führt bei einigen Menschen zu einer allergischen Reaktion. Die Gefahren eines Stiches werden unter Insektenstich ausführlich erläutert.

## Einschleppung nach Neuseeland
Nachdem schon etwa im Jahr 1945 die Deutsche Wespe aus Europa nach Neuseeland eingeschleppt worden war, wurde Ende der 1970er Jahre auch die Gemeine Wespe dort festgestellt. Sie wurde regional rasch häufiger und hat in einigen Regionen die vor ihr eingetroffene Deutsche Wespe fast vollständig verdrängt. Gemeine Wespen sind besonders häufig in den Südbuchen-Wäldern Neuseelands. Auf der Südbuche leben hier endemische Schildläuse der Gattung Ultracoelostoma (Familie Margarodidae), die sehr reichlich Honigtau produzieren, der den Wespen als Nahrung dient. Die Wespen erreichen eine extrem hohe Dichte und sind nicht nur Nahrungskonkurrenten um den Honigtau für die einheimische Fauna, sondern dezimieren diese zusätzlich stark als Prädatoren. Die Wespen erreichen in den Wäldern eine durchschnittliche Häufigkeit von 10.000 Arbeiterinnen pro Hektar mit einer Biomasse von etwa 1000 Gramm pro Hektar, mehr als Vögel und Nager zusammen und zwei Größenordnungen mehr als alle heimischen Wespenarten. Die Nestdichte war sowohl regional wie zeitlich stark schwankend, ist aber mit durchschnittlich etwa 12 Nestern pro Hektar erheblich höher als in Europa (in England im Durchschnitt etwa 0,1 bis 1,7 Nester pro Hektar). Bei Kontrolluntersuchungen früher untersuchter Wälder wurde ein massiver Rückgang der einheimischen Arthropodenfauna nachgewiesen. Durch das Nahrungsangebot auch im Winter können Nester der Gemeinen Wespe dort auch, anders als in Europa, überwintern. Dies geschieht aber offenbar seltener als bei der Deutschen Wespe.
Um diese ökologischen Auswirkungen zu begrenzen, wird versucht, die invasive Art in Neuseeland zu bekämpfen. So wurde die Schlupfwespe Sphecophaga vesparum, ein Parasitoid der Wespen, eingeführt und freigelassen. Die Art ist etabliert, hat aber nicht zu einem starken Bestandsrückgang der Wespen geführt, die durchaus auch von in Neuseeland heimischen Antagonisten heimgesucht wird, ohne dadurch seltener zu werden. Deshalb wird eine Bekämpfung mittels Giftködern (das Insektizid Fipronil in Proteinködern) versucht. Trotz teilweise deutlicher Bestandsrückgänge der Wespen reichten diese aber bisher nicht aus, die natürliche Fauna zu regenerieren.